# Corner (finance)
Pour les articles homonymes, voir Corner.
En finance, un corner (du verbe anglais to corner, « acculer dans un coin », c'est-à-dire « coincer ») est une manipulation de marché, organisée pour leur profit économique par un ou plusieurs intervenants agissant de concert, et dont le but est d'amener les vendeurs à découvert à liquider leurs positions en catastrophe et à n'importe quel prix.
Le corner est aujourd'hui considéré dans la plupart des législations comme un abus de marché, un délit passible de sanctions.

## Principe
Des acteurs du marché, les acteurs « A », spéculent à la baisse sur un produit, par exemple les actions de l'entreprise « X ». Ils vendent donc aujourd'hui des actions « X » qu'ils ne possèdent pas encore : ils les ont achetées fictivement, en signant un contrat selon lequel ils ne devront payer effectivement ces actions qu'à une date donnée, par exemple dans un mois, et ce au prix qu'elles auront alors atteint.
Le but des « A » est donc que cette action baisse, pour que la vente qu'ils réalisent aujourd'hui soit supérieure au prix qui devra être payé dans un mois. Ils peuvent essayer de contribuer à cette baisse par plusieurs moyens, légaux ou non (lancement de rumeurs sur la compagnie « X », mise sur le marché d'un grand nombre d'actions « X », etc.)
Mais d'autres acteurs, les acteurs « B », peuvent essayer de mettre en échec cette stratégie. Eux, au contraire, vont essayer d'acheter le plus possible d'actions « X », et de les stocker. Cela contribue à soutenir le cours de l'action « X », qui ne baisse donc pas, comme les acteurs « A » l'espéraient. Quand le jour de l'échéance arrive, les « A » doivent à tout prix acheter les actions qu'ils avaient vendues fictivement au début du mois. Les « B » sont donc en position de force, et vendent leurs actions « X » aux « A » à un prix qui dégage un profit pour eux.
Les « A » ont donc échoué dans leur spéculation à la baisse, tandis que les « B » ont réussi leur corner.
Une opération de ce type, conduite plus ou moins volontairement, a amené en octobre 2008 à une flambée du titre Volkswagen, qui a atteint alors près de 1 000 euros, soit plus de trois fois son cours habituel.

## Synonymes et variantes
On emploie aussi le mot squeeze, du verbe anglais qui signifie « presser », mais qui a une signification plus large. Une situation de squeeze n'est pas nécessairement attribuable à l'action volontaire de quelqu'un ou de quelques-uns, elle peut parfaitement résulter d'un déséquilibre structurel ou réglementaire.
Plus généralement, on parle d'« accaparement » pour toute tentative de stocker des biens dans le but de créer artificiellement une pénurie et pour les revendre ensuite par petites fractions à prix élevés.
Les tentatives de corner sont des spéculations très hasardeuses, qui dans certains cas font effet boomerang sur leurs auteurs lorsque la situation de marché se retourne.

## Antiquité
Le philosophe et mathématicien grec Thalès de Milet (625-547 av. J.-C.) passe pour avoir réalisé l'un des premiers corners, sur l'huile d'olive. Ayant prévu une météorologie favorable et une bonne récolte, il aurait réservé, moyennant un faible dépôt de garantie unitaire, tous les moulins à huile de la région de Milet.

## XVIIIe siècle
- 1793 : loi sur l'accaparement de denrées alimentaires lors de la Révolution française.

## XIXe siècle
Entre 1868 et 1921, le professeur de finances Craig Pirrong a recensé quelque 121 corners sur les différentes céréales et marchés de la viande, et 28 sur le coton. Les sommets atteints par les prix du blé, en dollars par boisseau, lors des corners entre 1866 et 1922:
| Année                                                    | 1867 | 1871 | 1872 | 1881 | 1887 | 1888 | 1898 | 1902 | 1909 | 1915 | 1921 | 1922 |
| Prix du blé au sommet du corner, en dollars par boisseau | 2,85 | 1,30 | 1,61 | 1,38 | 0,80 | 2    | 1,85 | 0,95 | 1,34 | 1,15 | 1,87 | 1,47 |

- 1838 : le Corner de 1838 sur le coton américain échoue, Nicholas Biddle arrêté.
- Corners sur le blé de 1866 à 1868, sur fond d'importations en Europe et dans le Pacifique. Au cours de la seule année 1868, le professeur de finances Jerry Markham[4] en a décompté 3 sur le blé et 2 sur le maïs, un sur l'avoine ainsi qu'une tentative sur le porc. Une année mémorable car le marché à terme de Chicago tente d'interdire ce procédé via une réglementation dédiée[4]. La suivante, il crée même une procédure spéciale permettant à certains opérateurs de faire défaut dans le cas précis d'un corner. Dans l'Illinois, une loi de 1874 interdit les options sur contrat à terme et réprime la diffusion de fausses nouvelles[4].
- 1871 : le Corner de John Lyon sur le blé en 1871 à Chicago clôt une série de nombreux corners identiques, le CBOT prenant des mesures de contrôle et de sanctions.
- 24 septembre 1869 : Scandale Fisk-Gould, spectaculaire effondrement du marché de l'or à New York (surnommé Black Friday en anglais, « vendredi noir ») à la suite d'un corner raté.
- décembre 1880 : le corner sur le café de 1880, importante spéculation de l'histoire de la caféiculture, est organisée par trois grands négociants américains: O.G. Kimball, de Boston, associé à deux new-yorkais, Benjamin Green Arnold, le premier "roi du café" et Bowie Dash. O.G. Kimball décède de mort suspecte le 4 décembre.
- Octobre 1887 : le corner sur le cuivre de 1887, plus importante spéculation de l'histoire de la production du cuivre, est organisée par l'industriel Eugène Secrétan et sa Société des métaux, soutenu par le comptoir national d'escompte de Paris, qu'il entraîne dans sa chute en mars 1889, ponctuée par le suicide de son président et l'intervention de la Banque de France.
- 1887 et 1888 : Corner d'Hutchinson sur le blé en 1888 à Chicago
- 1897 : Corner de Joseph Leiter sur le blé en 1897 à Chicago, mis en échec par le recours à des remorqueurs brise-glace sur les Grands Lacs américains.

## XXe siècle
- 1905 : le Corner de 1905 sur le sucre égyptien se termine par le suicide du patron des Sucres Say et l'emprisonnement de celui du Printemps.
- Octobre 1907 : déclenchement de la Panique des banquiers après un corner raté.
- 1909 : le Corner de Patten sur le blé à Chicago en 1909 réussi, déclenche des réactions d'hostilité à son égard et son départ en Angleterre.
- 1980 : Jeudi de l'argent, tentative spectaculaire mais infructueuse de corner du marché de l'argent métal par un pétrolier texan, Nelson Bunker Hunt, et son frère William Herbert Hunt. Elle s'achève par la faillite des frères Hunt.
- Le Corner sur l'étain de 1982 émanait d'un courtier nommé Marc Rich, opérant en Suisse et à New York, qui avait fait fortune dans le pétrole au début des années 1970. Alors que la demande pour l'étain a diminué considérablement au début des années 1980, il a réussi à contrôler le marché après avoir proposé aux pays producteurs un plan à l'échelle mondiale pour augmenter les prix de l'étain, parmi lesquels la Malaisie, où Abdul Rahim Aki a créé une société parapublique nommée Maminco, au capital de 90 millions de dollars, avec le concours de la banque Buniputra, également détenue par le gouvernement de Malaisie[5].
- Le Corner de Ferruzzi en 1989 sur le soja à Chicago est le plus gros depuis celui des frères Hunt sur l'argent une décennie plus tôt [6]. Il est resté célèbre car le Chicago Board of Trade a décidé de renforcer ses règles en interdisant à toute société de contrôler plus de 600 contrats qui expirent au cours du même mois.
- 1993 : le corner de 1993 de Metalgesellschaft sur les produits pétroliers du NYMEX est permis par une stratégie de couverture inadaptée.
- 1992-1995 : le corner sur le cuivre de Sumitomo, opéré par Yasuo Hamanaka, entraîne une perte de 2,6 milliards de dollars et Hamanaka a été condamné en 1995 à une peine de prison.

## XXIe siècle
- Mars 2001 : corner réussi, par Deutsche Bank, du contrat à terme sur emprunts d'État allemands à cinq ans, dits « Bobls ».
- Octobre 2008 : le corner sur Volkswagen, lorsque la marque est devenue, le temps d'une séance, la plus grosse capitalisation boursière du monde (hausse de plus de 81 %, après un gain supérieur à 146 % le lundi précédent). Considérant que la valorisation du titre était injustifiée, les hedge funds avaient parié sur sa baisse, se fondant sur l'information que Porsche, principal actionnaire possédait 42,5 % du titre. En réalité, il possédait ou contrôlait 74 % des actions, notamment grâce à l'achat de calls, et l'État de Basse-Saxe en possédait 20 %, ne laissant que 6 % d'actions disponibles sur le marché, insuffisantes pour couvrir toutes les ventes à découvert. Les pertes des hedges-funds impliqués mais aussi de quelques banques sont colossales (plus de 30 milliards d'euros), et les profits de Porsche dans l'affaire pourraient être de l'ordre de 6 milliards d'euros[7].
- mai et juin 2011: le Corner sur le coton de 2011 déclenche des poursuites judiciaires entre négociants et une enquête de la CFTC.
- janvier et février  2021: le Corner sur l’action GameStop entraîne  des pertes importantes chez plusieurs hedge funds.